# Ceratina xanthostoma
Ceratina xanthostoma är en biart som beskrevs av Cockerell 1912. Ceratina xanthostoma ingår i släktet märgbin, och familjen långtungebin. Inga underarter finns listade i Catalogue of Life.